# North Sioux City (Dakota del Sur)
North Sioux City es una ciudad ubicada en el condado de Union en el estado estadounidense de Dakota del Sur. En el Censo de 2010 tenía una población de 2.530 habitantes y una densidad poblacional de 427,13 personas por km².

## Geografía
North Sioux City se encuentra ubicada en las coordenadas 42°32′16″N 96°29′59″O / 42.53778, -96.49972. Según la Oficina del Censo de los Estados Unidos, North Sioux City tiene una superficie total de 5.92 km², de la cual 5.85 km² corresponden a tierra firme y (1.18%) 0.07 km² es agua.

## Demografía
Según el censo de 2010, había 2.530 personas residiendo en North Sioux City. La densidad de población era de 427,13 hab./km². De los 2.530 habitantes, North Sioux City estaba compuesto por el 93.48% blancos, el 0.59% eran afroamericanos, el 1.3% eran amerindios, el 0.55% eran asiáticos, el 0.12% eran isleños del Pacífico, el 1.38% eran de otras razas y el 2.57% pertenecían a dos o más razas. Del total de la población el 3.79% eran hispanos o latinos de cualquier raza.